# 日本電解水協会
一般社団法人日本電解水協会（にほんでんかいすいきょうかい、英: Japan Electrolyzed Water Association）は、JEWAをその略称としており、電解水生成装置（次亜塩素酸水生成装置）の普及促進および、電解水（次亜塩素酸水）の効果的な使用法の周知を図る事を目的としている。

## 詳細
当協会は、強酸性電解水による殺菌を目的として電解水生成装置（次亜塩素酸水生成装置）の製造及び販売の事業を展開していた企業8社が立ち上げたことにより、設立当初は「強電解水企業協議会」であったが、2010年5月に協会の名称を変更、「日本電解水協会」とした。その後、2014年8月に一般社団法人として法人格とした。

### 事業
会員による調査・技術交流や関係省庁・諸団体との交渉等を通じて知識・情報の集約・標準化を図り、これにより更なる生成装置および電解水（次亜塩素酸水）の効果的な使用の向上につとめることとし、生成装置および電解水（次亜塩素酸水）に関する情報を整備する。
- 第三者の協力を得て、生成装置の規格基準を策定し、審査と合格証の発行を行うものとする。
- 用途拡大など普及促進に向けての検討を行い、政府および各関係機関に働きかける。
- 電解水（次亜塩素酸水）の使用法に関して、第三者による評価（バリデーション）等信頼性の高い根拠に基づくマニュアル、広報資料等の作成・更新を行う。
- 普及実態調査（普及台数、アンケート等）や内外情報収集を行い、情報を整備・更新する。
- 会員相互の技術交流会（研修会等）の開催並びに関係諸団体との意見交換・交流を行う。
- 普及促進のために関係方面のイベント等への参加を検討の上実施する。
- その他、目的達成に必要な事業を随時行う。

## 沿革
- 1999年5月 「強電解水企業協議会」発足
- 2010年5月 「日本電解水協会」名称変更
- 2014年8月 「一般社団法人日本電解水」として法人化